# Takeshi Koshida
Takeshi Koshida (越田 剛史, Koshida Takeshi, né le 19 octobre 1960 dans la préfecture d'Ishikawa au Japon) est un footballeur japonais.